# بازيات
البازيات (الاسم العلمي: Accipitriformes) وهي رتبة من الطيور تضم معظم الطيور الجارحة مثل: الباز والعقاب والنسر وغيرها، مشكلة 225 نوعا ينضم تحت هذه الرتبة، وقد كان يعتقد بإدراج الصقور تحت هذه الرتبة، ولكن كان الاتفاق على فصل الصقور في رتبة غير رتبة البازيات هي رتبة الصقريات (Falconiformes)، وقد أظهرت بعض الدراسات الحديثة للمادة الوراثية (حمض نووي ريبوزي منقوص الأكسجين) أن الصقور ليست قريبة أو مرتبطة برتبة البازيات، بل هي في الحقيقة أكثر قرابة للببغاوات والعصفوريات، وقد تبنى هذا التقسيم الاتحاد الأمريكي لعلماء الطيور (American Ornithologists' Union) بقسميه الشمالي والجنوبي، والمجلس العالمي لعلماء الطيور (International Ornithological Congress)، وقد قام المجلس والاتحاد الأمريكي الشمالي أيضا بضم نسور العالم الجديد لرتبة البازيات، أما الاتحاد الأمريكي الجنوبي فقد قام بتصنيف نسور العالم الجديد في رتبة منفصلة.

## الصفات المميزة
لقد عثر العلماء على أحافير بازيات تعود إلى عصر الإيوسين الأوسط، وما يميزها هو امتلاكها لمناقير حادة ومعكوفة، إضافة إلى وجود جزء أمامي مميز ناعم يضم المنخر، أما أجنحتها فطويلة وعريضة، وملائمة للطيران المرتفع.
وتمتلك البازيات أقداما وسيقانا قوية ومخالب للصيد والافتراس ومخلبا خلفيا للإمساك بالفرائس، ومعظم البازيات من اللواحم، إذ تصطاد مستخدمة بصرها الحاد خلال النهار والغسق، والبازيات من الحيوانات التي تعيش طويلا نسبيا، وهي قليلة الإنجاب والتناسل.
صغار البازيات تظل فراخا لا تعتمد على أنفسها لفترة طويلة تكبر فيها سريعا، وبعد ذلك تقوم بطيرانها الأول يتبعه ثلاثة إلى ثمانية أسابيع من البقاء بالعش تحت عناية الوالدين، وتظل غير بالغة جنسيا لمدة سنة إلى ثلاث سنين، وهناك اختلاف واضح بين جنسي البازيات من حيث الحجم، فقد يصل وزن الأنثى إلى ضعفي وزن زوجها الذكر، وتظهر مثنوية الشكل الجنسية هذه بشكل أوضح عند آكلات الطيور من الجوارح كالبِيزَان، والزواج الأحادي (بمعنى أن يتزوج الذكر زوجة واحدة فقط في حياته حتى تموت) هو الشكل السائد من الزواج عند الجوارح.
إن رتبة البازيات من أكثر الرتب تنوعا في الحجم، حيث يوجد أفراد صغيرة تتبع رتبة البازيات مثل الباز، وأفراد أخرى كبيرة كنسور العالم الجديد الكبيرة جدا مثل كندور الأنديز الذي قد يكون أكبر الطيور حجما.

## التصنيف
الفصائل التي تدرج تحت رتبة الجوارح هي:-
- البازية، وتشمل العقبان ونسور العالم القديم والباز والحدأة.
- الشماط.
- طائر الكاتب.